# Harpokration z Aleksandrii
Harpokration z Aleksandrii (gr. Ἁρποκρατίων, łac. Valerius Harpocratio) – grecki retor i filolog. Żył prawdopodobnie w II wieku n.e. 
Przypuszczalnie był greckim nauczycielem Lucjusza Werusa. Napisał zachowany Słownik 10 mówców (gr. Λεξικὸν τῷν δέκα ‘ρητόρων), zawierający informacje na temat postępowania sądowego w V oraz IV w. p.n.e. Natomiast drugie z pism – Zbiór kwiecistych wyrażeń (gr. Ἀνθηρῷν συναγωγή), nie zachowało się.